# Пірс (портова споруда)

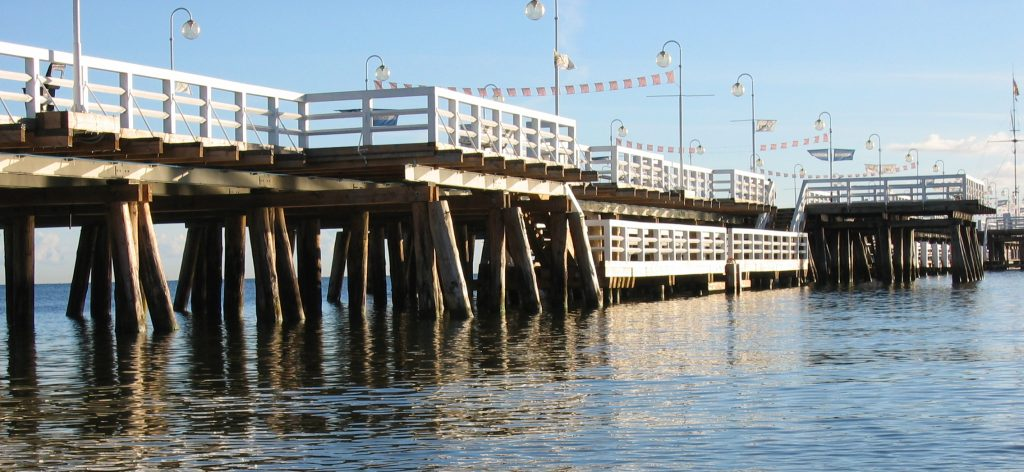
Сопот, найдовший в Європі пірс, загальна довжина 650 м, в тому числі в морі 450 м

Пірс (від англ. piers, множина від pier — «стовб, мол, пристань, причал») — причальна гідротехнічна споруда, що виступає в акваторію водойми (річки, озера, моря, океану). Є пірси для швартування суден з однієї, або з двох сторін у портах, (де також здійснюється їх за-, розвантаження), а також прогулянкові пірси для різноманітних рекреаційних заходів (купання, приймання повітряних і сонячних ван, набування засмаги, пірнання, риболовлі тощо).

## Різновиди
Пірс нафтовий — висунута в море портова споруда для причалювання з обох боків нафтоналивних суден, нафтова пристань.
Пірс плавучий (плавний) навантажувальний — пірс, з якого завантажують невеликі танкери; здатний підніматися або опускатися відповідно до хвилювання океану, моря.